# 1875 na Venezuela
Esta é uma cronologia dos principais fatos ocorridos no ano de 1875 na Venezuela.

## Eventos
- 5 de janeiro – É publicada a primeira edição do jornal La Voz Pública, com sede em Valencia e dirigido por Vespasiano Hidalgo.

## Arte
- Vista del puerto de La Guaira (em grafite sobre papel), de Federico Lessman.

## Personalidades

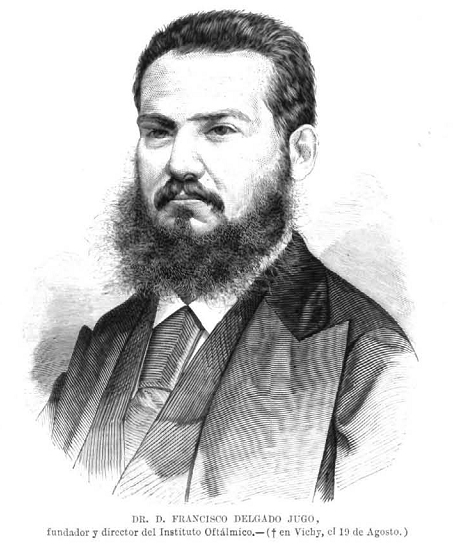
Francisco Delgado Jugo

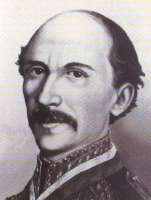
Julián Castro

### Nascimentos
- 13 de janeiro – Gumersindo Torres (m. 1947), médico e político
- 14 de março – Rubén González Cárdenas (m. 1939), advogado e político.
- 25 de abril – María de San José Alvarado (m. 1967), freira, beata da Igreja Católica.
- 9 de setembro – Pedro Itriago Chacín (m. 1936), advogado, jurista, professor e político.
- 11 de outubro – Carlos Brandt (m. 1964), escritor, filósofo e escritor de ciência.
- 20 de outubro – Francisco De Paula Aguirre (m. 1939), músico e compositor.

### Mortes
- 12 de junho – Julián Castro (n. 1805), presidente da Venezuela entre 1858 e 1859.[1]
- 19 de agosto – Francisco Delgado Jugo (n. 1830), médico oftalmologista.[2]
- 23 de agosto – José María Rubín (n. 1815), militar e político.
- 29 de dezembro – Pedro Bermúdez Cousin (n. 1825), advogado, militar e político.